# Гульськ (зупинний пункт)
Гульськ — пасажирський зупинний пункт Коростенської дирекції Південно-Західної залізниці (Україна), розташований на дільниці Звягель I — Житомир між станцією Смолка (відстань — 5 км) і зупинним пунктом Звягель II (4 км). Відстань до ст. Звягель I — 14 км, до ст. Житомир — 77 км.
Розташований у селі Гульську, Звягельського району.